# Kila (Cameroun)
Pour les articles homonymes, voir Kila.
Kila est une localité du Cameroun située dans le département du Mayo-Tsanaga et la Région de l'Extrême-Nord, à proximité de la frontière avec le Nigeria. Elle fait partie de la commune de Mogodé et du canton de Mogodé rural.

## Population
En 1966-1967, Kila comptait 1 292 habitants, pour la plupart des Kapsiki. À cette date, elle disposait d'un marché hebdomadaire régional le lundi et d'un marché d'arachide.
Lors du recensement de 2005, on y a dénombré 6 066 personnes.